# Medal Litewskich Sił Zbrojnych za Rany
Medal Litewskich Sił Zbrojnych za Rany (lit. Lietuvos kariuomenės medalis "Sužeistajam") – litewskie wojskowe odznaczenie resortowe. 
Trzecie w kolejności odznaczenie szczebla dowództwa sił zbrojnych nadawane jest za rany odniesione podczas służby związanej z ochroną suwerenności państwa i nienaruszalności jego terytorium, przestrzeni powietrznej, wód terytorialnych i wyłącznej strefy ekonomicznej; za rany odniesione podczas obrony kraju przed agresją z zewnątrz, albo inną zbrojną napaścią; za rany odniesione podczas służby w misjach międzynarodowych poza granicami kraju.
Medal mogą otrzymać żołnierze służby czynnej, a także urzędnicy państwowi i pracownicy resortu, poszkodowani przez działania wroga.
Medal jest nadawany za rany spowodowane przez:
- wrogie kule, szrapnele lub inne pociski;
- działanie wrogich min, pułapek, zasadzek;
- działanie wrogich środków bojowych: biologicznych, chemicznych, jądrowych;
- wypadki pojazdów (kolejowych, drogowych, powietrznych, morskich) spowodowanych działaniem wroga;

Do otrzymania medalu kwalifikują się dodatkowo wstrząśnienia mózgu i inne cierpienia wywołane na skutek eksplozji spowodowanej przez wroga.
Medalu nie nadaje się za odmrożenia, poparzenia, chorobę zakaźną, rany wynikające ze zmęczenia walką (wyjątek stanowią rany odniesione na polu bitwy), oraz z zaniedbania; za rany odniesione w wyniku zaburzeń wywołanych stresem lub w wyniku nieprawidłowego działania spadochronu, gdy nie mało to związku z działaniem sił wroga; za inne rany i uszczerbek na zdrowiu będący wynikiem własnego zaniedbania poszkodowanego, m.in. poruszanie się po zabronionym zanieczyszczonym, skażonym lub zaminowanym obszarze, niedozwolone poszukiwanie kopalin lub pamiątek wojennych. 

## Insygnia
Medal o średnicy 32 mm wykonany jest z brązu i przedstawia zranione serce (rana emaliowana na czerwono) w otoczeniu promieni. Na promieniach widnieją trzy, symetrycznie ułożone, skierowane ku sercu groty strzał. Całość otacza wieniec złożony z dwóch gałązek: dębowej po lewej i laurowej po prawej stronie.
Oznaka zawieszona jest wstążce o szerokości 32 mm. Pośrodku niej – czerwony pasek o szerokości 6 mm. Od niego ku krawędziom wstążki przebiegają kolejno paski: biały (szer. 2 mm), ciemnoczerwony (szer. 9 mm), biały (szer. 1 mm) i czerwony (szer. 1 mm).